# Vision Quest
Ne pas confondre avec la série Vision Quest.
Pour plus de détails, voir Fiche technique et Distribution.
Vision Quest (Crazy for You) est un film américain de Harold Becker sorti en 1985.

## Synopsis
Louden Swain s'entraîne tous les jours pour participer à une grande compétition de lutte mais il tombe soudainement amoureux de Carla, une artiste qui s'est installée chez le père de l'adolescent à la suite d'une panne de voiture, ce qui l'empêche de se concentrer sur son entraînement et battre Shute, lutteur 3x champion d'état de l'école rivale.

## Fiche technique
- Titre : Vision Quest
- Réalisation : Harold Becker
- Scénario : Darryl Ponicsan d'après le roman de Terry Davis
- Musique : Tangerine Dream
- Photographie : Owen Roizman
- Montage : Maury Winetrobe
- Production : Peter Guber et Jon Peters
- Société de production : The Guber-Peters Company
- Société de distribution : Warner Bros.
- Pays :  États-Unis
- Langue : Anglais
- Format : Couleur - Dolby - 35 mm - 1.85:1
- Genre : Comédie dramatique
- Durée : 103 min
- Dates de sortie :
  - États-Unis : 15 février 1985

## Distribution
- Matthew Modine : Louden Swain
- Linda Fiorentino : Carla
- Michael Schoeffling : Kuch
- Ronny Cox : Le père de Louden
- Harold Sylvester : Gene Tanneran
- Charles Hallahan : L'entraineur
- J.C. Quinn : Elmo
- Daphne Zuniga : Margie Epstein
- Gary Kasper : Otto
- R.H. Thomson : Kevin
- Roberts Blossom : Le grand-père
- Frank Jasper : Brian Shute
- Forest Whitaker : Balldozer
- Raphael Sbarge : Schmoozler

## Autour du film
- Madonna, qui signe deux titres dont la bande originale du film, fait une apparition en tant que chanteuse au club.

## Bande originale
| 1.    | Only the Young          | Jonathan Cain, Steve Perry, Neal Schon | Journey           | 4:01 |
| 2.    | Change                  | Holly Knight                           | John Waite        | 3:14 |
| 3.    | Shout to the Top!       | Paul Weller                            | The Style Council | 4:18 |
| 4.    | Gambler                 | Madonna                                | Madonna           | 4:18 |
| 5.    | She's On the Zoom       | Don Henley, Danny Kortchmar            | Don Henley        | 3:18 |
| 6.    | Hungry for Heaven       | Jimmy Bain, Ronnie James Dio           | Dio               | 4:12 |
| 7.    | Lunatic Fringe          | Tom Cochrane                           | Red Rider         | 4:20 |
| 8.    | I'll Fall in Love Again | Sammy Hagar                            | Sammy Hagar       | 4:11 |
| 9.    | Hot Blooded             | Lou Gramm, Mick Jones                  | Foreigner         | 4:24 |
| 10.   | Crazy for You           | John Bettis, Jon Lind                  | Madonna           | 4:08 |
| 40:00 |                         |                                        |                   |      |